# Morienval
Morienval és un municipi francès, situat al departament de l'Oise i a la regió dels Alts de França. L'any 2007 tenia 1.037 habitants.

## Demografia

### Població
El 2007 la població de fet de Morienval era de 1.037 persones. Hi havia 368 famílies de les quals 60 eren unipersonals (32 homes vivint sols i 28 dones vivint soles), 120 parelles sense fills, 164 parelles amb fills i 24 famílies monoparentals amb fills.
La població ha evolucionat segons el següent gràfic:
Habitants censats

### Habitatges
El 2007 hi havia 431 habitatges, 379 eren l'habitatge principal de la família, 31 eren segones residències i 21 estaven desocupats. 419 eren cases i 9 eren apartaments. Dels 379 habitatges principals, 292 estaven ocupats pels seus propietaris, 80 estaven llogats i ocupats pels llogaters i 7 estaven cedits a títol gratuït; 6 tenien una cambra, 15 en tenien dues, 56 en tenien tres, 95 en tenien quatre i 207 en tenien cinc o més. 288 habitatges disposaven pel capbaix d'una plaça de pàrquing. A 141 habitatges hi havia un automòbil i a 218 n'hi havia dos o més.

### Piràmide de població
La piràmide de població per edats i sexe el 2009 era:
| Homes | Edats   | Dones |
| ----- | ------- | ----- |
| 0     | 95 o +  | 0     |
| 0     | 90 a 94 | 8     |
| 4     | 85 a 89 | 0     |
| 0     | 80 a 84 | 8     |
| 4     | 75 a 79 | 20    |
| 8     | 70 a 74 | 8     |
| 28    | 65 a 69 | 12    |
| 36    | 60 a 64 | 20    |
| 16    | 55 a 59 | 24    |
| 52    | 50 a 54 | 32    |
| 48    | 45 a 49 | 64    |
| 48    | 40 a 44 | 40    |
| 32    | 35 a 39 | 44    |
| 24    | 30 a 34 | 28    |
| 20    | 25 a 29 | 32    |
| 44    | 20 a 24 | 36    |
| 60    | 15 a 19 | 40    |
| 40    | 10 a 14 | 32    |
| 44    | 5 a 9   | 28    |
| 28    | 0 a 4   | 40    |

## Economia
El 2007 la població en edat de treballar era de 722 persones, 526 eren actives i 196 eren inactives. De les 526 persones actives 496 estaven ocupades (270 homes i 226 dones) i 30 estaven aturades (13 homes i 17 dones). De les 196 persones inactives 46 estaven jubilades, 72 estaven estudiant i 78 estaven classificades com a «altres inactius».

### Ingressos
El 2009 a Morienval hi havia 364 unitats fiscals que integraven 1.029,5 persones, la mediana anual d'ingressos fiscals per persona era de 20.975 €.

### Activitats econòmiques
Dels 37 establiments que hi havia el 2007, 1 era d'una empresa extractiva, 1 d'una empresa alimentària, 1 d'una empresa de fabricació de material elèctric, 11 d'empreses de construcció, 4 d'empreses de comerç i reparació d'automòbils, 3 d'empreses de transport, 1 d'una empresa d'hostatgeria i restauració, 2 d'empreses d'informació i comunicació, 2 d'empreses financeres, 1 d'una empresa immobiliària, 9 d'empreses de serveis i 1 d'una entitat de l'administració pública.
Dels 10 establiments de servei als particulars que hi havia el 2009, 1 era una oficina de correu, 3 paletes, 2 guixaires pintors, 1 fusteria, 2 lampisteries i 1 empresa de construcció.
Dels 2 establiments comercials que hi havia el 2009, 1 era una botiga de menys de 120 m² i 1 una fleca.
L'any 2000 a Morienval hi havia 9 explotacions agrícoles.

## Equipaments sanitaris i escolars
El 2009 hi havia una escola elemental.

## Poblacions més properes
El següent diagrama mostra les poblacions més properes.